# محمد توفیق علاوی
محمد توفیق علاوی (به عربی: محمد توفيق علاوي) (زاده ۱ ژوئیه ۱۹۵۴) سیاستمدار عراقی و نخست‌وزیر سابق عراق است. او دو دوره، از مه ۲۰۰۶ تا اوت ۲۰۰۷ و همچنین از ۲۰۱۰ تا ۲۰۱۲، وزیر ارتباطات نخست‌وزیر وقت عراق نوری مالکی عضو حزب الدعوه اسلامی کشور عراق بود که هر دو بار استعفا کرد.